# عقاب تاج‌دار مالاگاسی
عقاب تاج‌دار مالاگاسی (نام علمی: Stephanoaetus mahery) گونه‌ای منقرض‌شده از سرده عقاب‌های تاج‌دار است که تا حدود سال ۱۵۰۰ میلادی بومی جزیره ماداگاسکار بود. اندازه این گونه قابل مقایسه با اندازه خویشاوند نزدیکش عقاب تاج‌دار است که حدود ۳ تا ۵ کیلوگرم وزن دارد. با این حال عقاب تاج‌دار مالاگاسی احتمالاً کمی از خویشاوند نزدیک خود بزرگ‌تر بوده و جنس ماده آن می‌توانسته تا ۷ کیلوگرم یعنی به اندازه یک عقاب طلایی ماده بزرگ وزن داشته باشد.
این جانور یک شکارچی رأس هرم غذایی محسوب می‌شد و شکارهای اصلی آن را احتمالاً لمورها تشکیل می‌دانند. این گونه عقاب به همراه دو گونه تمساح از جمله انواع درندگانی بودند که همزمان با گسترش جمعیت انسان در ماداگاسکار از میان رفتند. این موضوع احتمالاً به دلیل شکار طعمه‌های این گونه‌ها توسط انسان بوده است. برخی اعتقاد دارند که عقاب تاج‌دار مالاگاسی منشأ افسانه رخ بوده است.